# Streetball

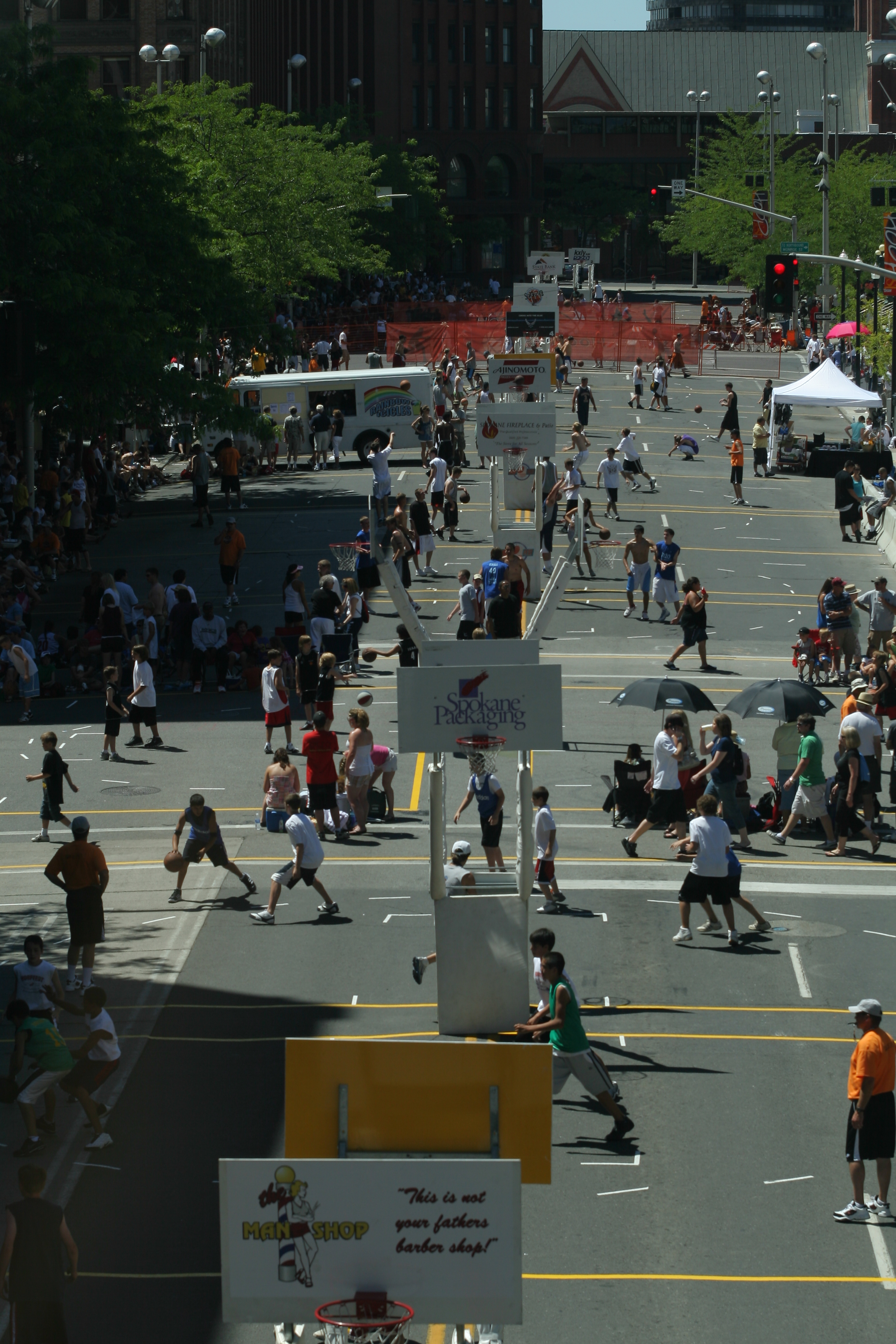
Streetball-Turnier in Spokane

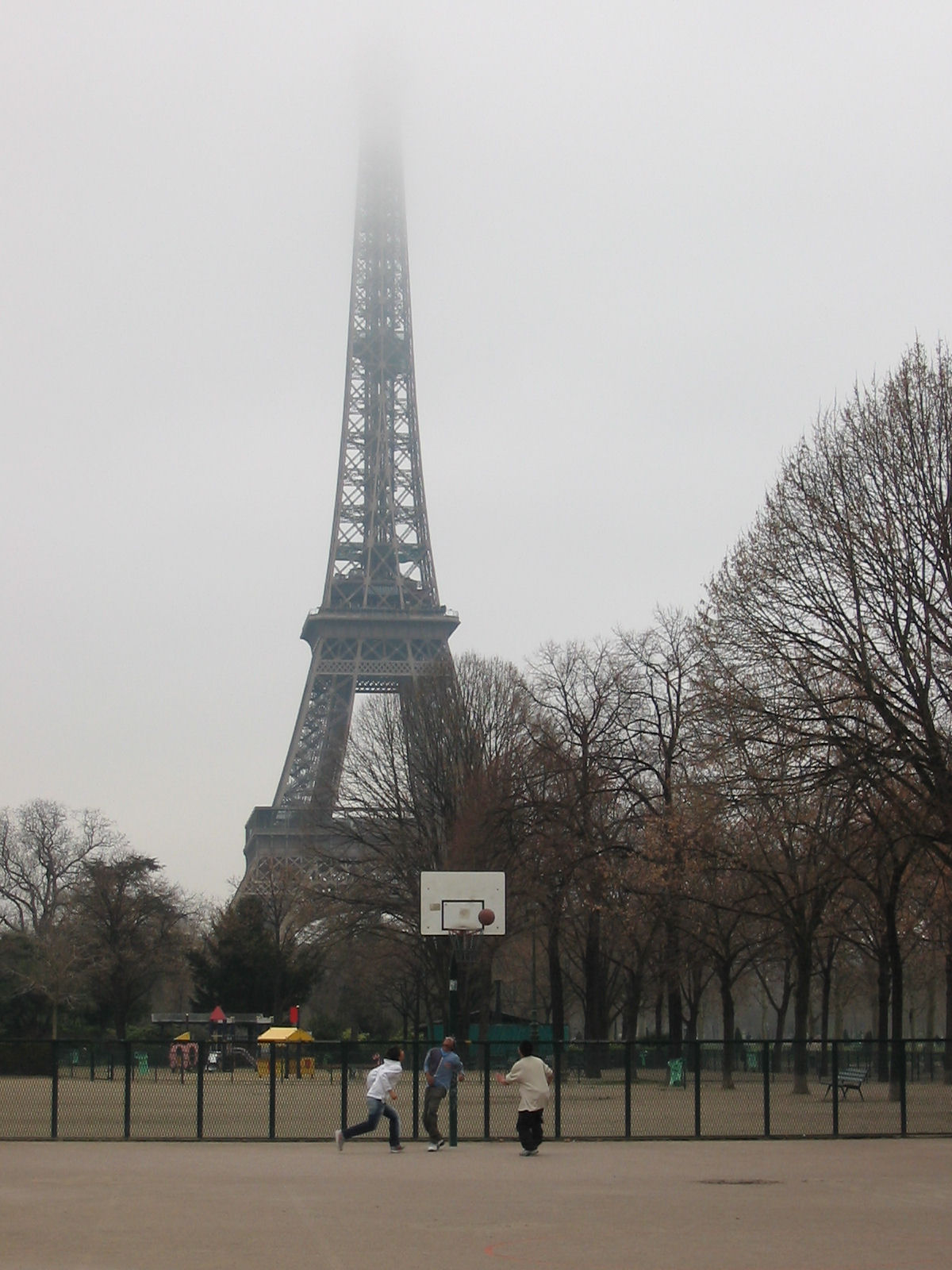
Jugendliche beim Streetball in Paris

Streetball (Neologismus aus street und basketball) ist eine Variante der Sportart Basketball, die ursprünglich aus US-amerikanischen Großstädten stammt. Seit den 1990er Jahren ist sie auch in Europa sehr beliebt. Das Regelwerk des Streetball unterscheidet sich nur geringfügig von Basketball.

## Allgemeines und Geschichte
Mit Streetball wird allgemein mehr als nur street basketball assoziiert; der Begriff steht mittlerweile für eine spezielle Jugendkultur.
Beim Streetball hat jeder Basketballplatz seine eigenen Regeln, weil sich dieser Sport voll und ganz nach den Spielern und deren Einigung untereinander richtet. Es gewinnt, wer die meisten Punkte erzielt, jedoch ist es unter den meist jugendlichen Spielern ebenfalls relevant, ein hohes Ansehen unter den Spielern zu haben. Daher versuchen die Spieler auch, durch möglichst raffinierte Tricks mit dem Ball ihre Überlegenheit zu demonstrieren.
Grenzen werden dabei nur durch die Kreativität gesetzt und es gilt: je akrobatischer, schneller, flüssiger und unvorhersehbarer die Tricks sind, desto überlegener erscheint man. Tricks, die den Gegenspieler verwirren, sind zudem auch effektiv. Ist der Gegenspieler ausgetrickst, weiß er entweder nicht mehr, wo sich der Ball befindet oder wo er aufkommt (Ankle-Breaker). Der angreifende Spieler kann dann an ihm vorbei zum Korb ziehen. Simples Vorbeiziehen durch Gegenlehnen des Rückens zählt jedoch nicht als angebrachter Trick. Als besonders trickreich gilt das Spielen des Balles durch die Beine des Gegenspielers.
Als Ursprungsort des Streetball wird in der Regel New York bezeichnet, insbesondere der bekannte Freiplatz im Rucker Park.

## Unterschiede zum Basketball
Die Unterschiede zum Basketball in der Halle sind folgende:
- es wird meistens drei gegen drei[1] auf einen Korb gespielt, aber auch 1 gegen 1 (1 on 1) oder 2 gegen 2
- es wird ohne Schiedsrichter gespielt – in der Regel gilt “offense calls” (der Angreifer sagt das Foul an)
- ein Korb aus dem Feld zählt einen Punkt statt zwei, hinter der „Drei-Punkte-Linie“ zwei statt drei Punkte
- es wird selten auf Zeit, sondern meist bis zu einer festgelegten Punktzahl gespielt (in der Regel bis 11, 15 oder 21)
- es gibt keinen Sprungball, sondern wer zuerst in Ballbesitz ist, entscheidet üblicherweise das Auswerfen von der „Drei-Punkte-Linie“
- nach einem Korb bekommt entweder der Angreifer den Ball (“Winners' Ball”, oder auch “make it, take it”), oder der Verteidiger (“Losers' Ball”, “do it, lose it”)
- nach einem Korberfolg wird der Ball dem Gegner meist mit einem Bodenpass übergeben (Check)
- nach einem Defensivrebound muss der Ball hinter die „Zwei-Punkte-Linie“ (im normalen Basketball ist dies die „Drei-Punkte-Linie“) gebracht werden
- Nach einem Ballbesitzwechsel sollte der Ball mindestens 2-mal unter dem angreifenden Team gepasst werden, bevor der Korbversuch beginnen kann („Pflichtpass“)
- Nach einem Ballgewinn darf hingegen direkt ein Korb erzielt werden

## Streetballvarianten
- do it, lose it oder Lucky Loser – nach jedem Korberfolg wechselt der Ballbesitz. Dies ist, zumindest nach den Regeln des Deutschen Basketball Bundes, die regelgerechte und offizielle Art, Streetball zu spielen.
- make it, take it (auch Bonus genannt) – die Mannschaft, die den Korb erzielt hat, darf ein weiteres Mal angreifen. Diese Variante macht das Spiel für die Mannschaft, die gerade in der Verteidigung (Defense) ist, um einiges schwerer als bei do it, lose it.
- one on one oder 1 on 1 – Bei dieser Variante des Streetball wird ein 1-gegen-1-Spiel auf einen Korb ausgetragen.

## Streetballtricks
- Backbreaker: Beim backbreaker wird der Ball in gebeugter Haltung quer hinter dem Rücken durch die eigenen Beine gedribbelt.
- Boomerang: Der boomerang bezeichnet das Vortäuschen eines Passes über den Kopf des Gegners. Hierbei ist man sehr dicht am Gegner dran und hält den Ball mit einer Hand fest. Anschließend schwingt man den Ball hinter den Kopf des Gegners und wieder zu sich zurück. Bei entsprechender Geschwindigkeit suggeriert die Bewegung dem Gegenspieler einen Pass über seinem Kopf, worauf er sich (meistens) umdreht, obwohl der Ball immer noch beim Spieler ist.
- Bounce Hypnotizer: Bei dieser Technik wird mit dem Ball eine gewisse Zeit gedribbelt, bevor man ihn mit sehr viel Kraft hinter dem Rücken auf den Boden wirft. Wenn man nun wiederum sehr dicht am Gegner ist, fliegt der Ball hinter dem eigenen Rücken über den Gegenspieler, der durch das dichte Deckungsspiel und dem hohen Flugwinkel des Balles diesen Pass nicht bemerkt.
- Crossover: Der crossover ist eines der beliebtesten Bewegungen im Streetball wie auch im Basketball. Hierbei wird lediglich ein Vorbeispielen am Gegner vorgetäuscht um dann genau die andere Seite zu benutzen. Beispiel: Man täuscht an, rechts am Gegner vorbeizuspielen, läuft dann aber links lang. Bei hohem Tempo und geeigneter Geschwindigkeit der Bewegung ist es für den Gegenspieler nur sehr schwer möglich seine Verteidigung zu halten. Wenn der Gegner umfällt, gilt dies als ankle-breaker oder down-you-go.
- Slip 'n Slide: Beim slip 'n slide rollt der Spieler sich auf den Boden während er dabei noch den Ball dribbelt. Dabei hält der Spieler den Ball in der Hand und dreht sich anschließend.
- Through the legs: Hierbei wird der Ball durch die Beine des Gegners gespielt.
- Tiptop: Der tiptop ist eine Variation des boomerangs. Hierbei wird der Ball über dem Kopf des Gegners so angedreht, dass dieser senkrecht über den Spieler fliegt. Auch hierbei wird ein Pass vorgetäuscht, jedoch bleibt der Ball wieder beim Spieler.